# مزرا بايين (فين)
مزرا بایین (بالفارسية: مزرا پایین) هي قرية تقع في إيران في قسم فين الريفي. يقدر عدد سكانها بـ 38 نسمة .